# Внутренняя партия

Внутренняя партия включает в себя только 2 % населения Океании

Внутренняя партия (англ. Inner Party) — в реальности романа Джорджа Оруэлла «1984» один из трёх (внутренняя партия, внешняя партия и пролы) классов Океании. Внутренняя партия обычно регулирует Ангсоц и Полицию мыслей и держит всех членов внешней партии под пристальным наблюдением с помощью технологий, таких как телекран, в то время как пролы живут в чрезвычайно тяжёлых, но неконтролируемых условиях.

## Условия жизни
Внутренняя партия представляет олигархический политический класс в Океании, который представлен Старшим братом. Члены внутренней партии наслаждаются качеством жизни, которое намного лучше, чем у членов внешней партии и пролов. Телекраны в их домах могут якобы быть выключены на неопределенный срок (хотя О’Брайен говорит Уинстону и Джулии, что неразумно выключать его более 30 минут за раз); однако это откровение может быть ложью для Уинстона и Джулии, поскольку разговоры, которые они имели после того, как О’Брайен якобы выключил свой телекран, позже были воспроизведены им. Также возможно, что члены внутренней партии имеют возможность отключить свои телекраны, и что О’Брайен просто решил не делать этого с целью разоблачения Уинстона и Джулии как диссидентов.
Члены внутренней партии также имеют доступ к просторным жилым помещениям, личной прислуге, частным автомобилям (автомобили строго ограничены и не допускаются к внешней партии или пролам), а также к высококачественным продуктам питания, напиткам и потребительским товарам в отличие от низкокачественного джина «Победа», синтетического кофе и низкосортных сигарет, потребляемых внешней партией и пролами. Члены внутренней партии имеют доступ к вину, а также к настоящему кофе, чаю, сахару, молоку и качественным сигаретам. Внутрипартийные районы содержатся в чистоте и презентабельности по сравнению с внешними партийными и пролетарскими районами.
Потенциальные члены внутренней партии отбираются в молодом возрасте в соответствии с серией тестов; расовое происхождение и семейное наследие не имеют значения в этом процессе, пока доказана их лояльность. В книге Голдстейна говорится, что ребёнок, рождённый от внутрипартийных родителей, автоматически не рождается во внутренней партии и что все расовые группы в Океании, включая «евреев, негров и южноамериканцев чистой индийской крови», представлены в рядах. Визуально членов внутренней партии всегда можно узнать на публике по их чёрным комбинезонам. Ни один внешний член партии или прол не может входить во внутрипартийные районы без разрешения члена внутренней партии.
В романе О’Брайен — единственный член внутренней партии, которого встречает Уинстон Смит.
Книга Голдстейна объясняет причины классовых разделений в Океании, но она, как выясняется, создана внутрипартийным комитетом, частью которого был О’Брайен.